# Rotax

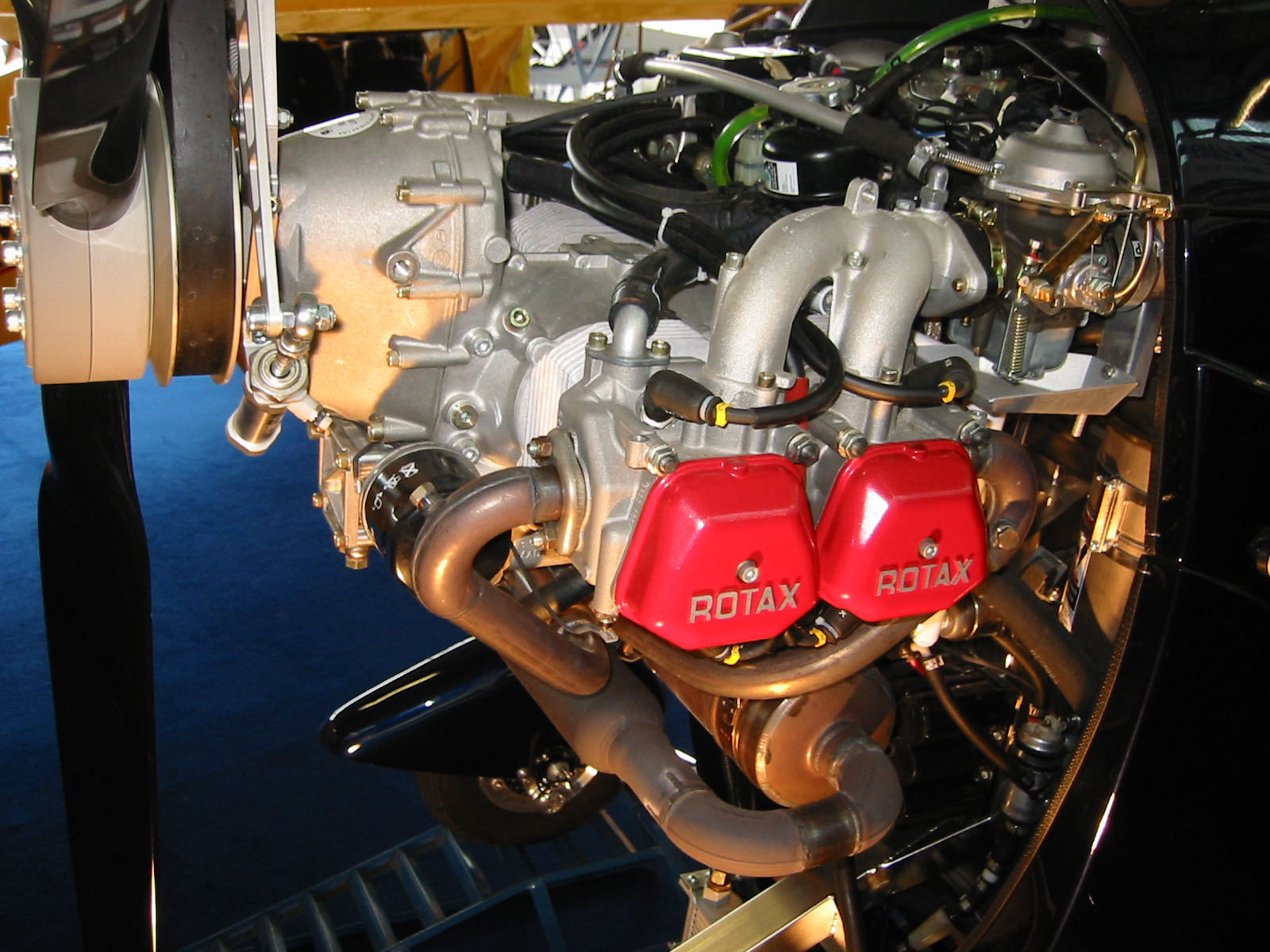
Een Rotax-motor.

Rotax is een Oostenrijks bedrijf dat zich vooral bezighoudt met de productie van inbouwmotoren.
Rotax: Rotax Werk AG Dresden, later Fichtel & Sachs AG Schweinfurt, Fichtel & Sachs AG, Wels, Fichtel & Sachs, Gunskirchen, Lohnerwerke GmbH, Wien, Bombardier Rotax Inc., Gunskirchen. 
Oostenrijks bedrijf dat in 1920 werd opgericht in Dresden (Duitsland). 
Na een overname door Fichtel & Sachs in 1930 verhuisde men naar Schweinfurt, om in 1943 weer te verhuizen naar Wels in Oostenrijk. 
In 1950 begon Rotax met de productie van motorblokken voor de Lohner-scooters. Al snel werden Rotax-motoren gebruikt door andere merken, zoals Moser, KTM en Kauba.
In 1959 nam Lohner in Wenen Rotax over. In 1962 maakte men motorblokken voor de Ski-Doo-sneeuwscooters van het Canadese merk Bombardier. In 1970 werd Lohner (en dus ook Rotax) door Bombardier overgenomen. 
In 1982 werd de eerste Rotax-viertaktmotor gemaakt. Ook ging men op dat moment vliegtuigmotoren produceren. 
Het lijkt erop dat Rotax steeds wordt overgenomen door een klant, de huidige eigenaar is BRP-Powertrain. Toch is dat niet zo. Rotax heeft blokken gemaakt voor tientallen merken, en doet dat nog steeds, o.a. voor Aprilia, BMW en nu ook voor Buell (Harley-Davidson).